# Paul Harrington
Paul Harrington (ur. 8 maja 1960 w Dublinie) – irlandzki muzyk i piosenkarz, zwycięzca 39. Konkursu Piosenki Eurowizji w 1994 roku w duecie z Charliem McGettiganem.

## Dzieciństwo i początki kariery
Paul Harrington urodził się 8 maja 1960 w Dublinie w muzycznej rodzinie. Wraz z bratem Robertem, zaczął występować w miejscowym zespole One Eyed Rattlers, a na początku lat 80. – w irlandzkiej grupie The Travellers.

## Kariera muzyczna
Solowa kariera Paula jako piosenkarza i pianisty nabrała tempa w 1988 roku.
W 1994 roku, razem z Charliem McGettiganem, reprezentował Irlandię w finale 39. Konkursu Piosenki Eurowizji z utworem „Rock ’n’ Roll Kids” autorstwa Brendana Grahama. Duet ostatecznie wygrał finał, zdobywając łącznie 226 punktów. W 1998 roku Harrington pojawił się w chórkach podczas występu Dawny Martiny, która reprezentowała Irlandię podczas 43. Konkursu Piosenki Eurowizji z utworem „Is Always Over Now?”.
Paul otrzymał propozycję nagrania piosenki Rona Hynesa „Atlantic Blue”. Przez kilka lat występował jako komik w dublińskim barze Lillies Bordello. Prowadził również program telewizyjny Lyrics Board. W 1991 roku Harrington wydał album zatytułowany What I'd Say, a kilka lat później wystąpił jako wokalista w produkcji Michaela Flatleya pt. Celtic Tiger.
W maju 2008 roku wydał album A Collection składający się z 18 piosenek, w tym nową wersję utworu „What I'd Say”, którą wykonał premierowo w programie Late Late Show telewizji Raidió Teilifís Éireann (RTÉ).
26 lutego 2010 roku premierę miał kolejny album wokalisty – Songs, na którym znalazły się nowe wersje utworów jego ulubionych twórców muzyki, m.in. Billy'ego Joela czy Paula Brady. Producentami płyty wydanej przez wytwórnię Stereolex Records zostali Chris O' Brien i Graham Murphy.

## Życie prywatne
18 czerwca 2009 roku wziął ślub z Karol Sadlier.